# Schloss Schlaupitz
Das Herrenhaus in Schlaupitz (polnisch Dwór w Słupicach) ist ein Herrenhaus in Słupice (deutsch Schlaupitz), einem Dorf im Powiat Dzierżoniowski der Woiwodschaft Niederschlesien in Polen.

## Geschichte
Die erste Erwähnung des Dorfes stammt aus dem Jahr 1368. Zu dieser Zeit gehörte Schlaupitz Johann von Logau. Burg Schlaupitz gehörte zu einem Burgennetz, zu dem die Burgen Nimptsch, Groß Wilkau, Burg Vogelsang, Silbitz, Stochendorf, Ellgut, Tepliwoda, Guhlau, Rudelsdorf, Wättrisch gehörten.
Im Jahre 1392 ist Hannes von Logau als Besitzer bezeugt. Die von Logau blieben bis zum Beginn des 17. Jahrhunderts Herren von Schlaupitz. Vermutlich wurde hier auch Georg von Logau geboren, der als Sekretär Kaiser Ferdinands I. einflussreich wurde. Heinrich von Logau war der letzte Besitzer von Schlaupitz aus der Familie Logau. 
Danach ging der Besitz an die zu Schönaich-Carolath. Um 1610 machte Georg Freiherr von Schönaich Schlaupitz und Mellendorf (Młynica) einen kleinen Majoratsherrschaft. Im Jahre 1765 war Generalmajor Karl Herzog von Schönaich der Besitzer des Guts. 1830 gehörte das Majorat dem Grafen von Schönaich. Nach dem Zweiten Weltkrieg wurde der schlesische Besitz der Familie Schönaich-Carolath vom polnischen Staat übernommen. 
Das Herrenhaus in Słupice wurde 1945 in der Endphase des Zweiten Weltkriegs beschädigt. Zu Zeiten der Volksrepublik Polen war das Gut von einer Landwirtschaftlichen Produktionsgenossenschaft genutzt. Im Jahre 1972 wurde das Herrenhaus als Lagerhaus genutzt.

## Bauwerk
Wahrscheinlich wurde der heutige Ostflügel des Baus in Schlaupitz in der ersten Hälfte des 16. Jahrhunderts gebaut, vielleicht an Stelle eines vorherigen Herrensitzes der Familie von Logau. Dieses Herrenhaus der Renaissance wurde 1563 für Friedrich von Logau fertiggestellt. Erst in den 1690er Jahren wurde der dritte, südliche, Flügel hinzugefügt. 
Vermutlich verfiel der Südflügel Ende des 19. Jahrhunderts. In den sechziger Jahren des 20. Jahrhunderts war im Gelände vom ehemaligen Südflügel nichts mehr erkennbar. Die beiden anderen Flügel verfielen nach 1972. Nur Außenmauern und ein Teil der Innenwände sind bis heute erhalten geblieben.
In seiner  heute noch erkennbaren Form ist das Herrenhaus zweiflügelig. In der nordöstlichen Ecke ist ein stark beschädigter Ziergiebel erhalten geblieben. Einige der Fenster waren mit Fassadenrahmen, andere mit Sgraffito, verziert.

## Nachweise
- Słupice, Powiat dzierżoniowski, Gmina Łagiewniki (Schlaupitz)